# Разграбление Рима (546)
Разграбление Рима в 546 году было осуществлено остготским королём Тотилой во время Готских войн (535—554). Тотила базировался в Тиволи и, преследуя цель отвоевать регион Лаций, двинулся против Рима, находившегося во власти Византийской империи. 

## Ход осады
Бесс, командующий имперским гарнизоном, имел запас зерна, но продавал его гражданскому населению только по сильно завышенным ценам. Он также отказывался от просьб разрешить мирным жителям покинуть город. Современник, историк Прокопий Кесарийский так описывал голод во время осады: простые римляне, которые не были достаточно богаты, чтобы покупать зерно у военных, были вынуждены есть отруби, крапиву, собак, мышей и, наконец, «навоз друг друга». Некоторые покончили жизнь самоубийством. Наконец, имперские военачальники «отпустили тех римлян, кто желал уйти из города». Прокопий сообщает, что многие погибли в пути, так как они уже были ослаблены голодом и многие были убиты в дороге неприятелем.
Папа римский Вигилий, бежавший в безопасные Сиракузы, послал флотилию кораблей с зерном, чтобы накормить Рим, но флот Тотилы перехватил их у устья Тибра и захватил флотилию. Имперские силы во главе с Велизарием расположились лагерем в Порте в ожидании подкрепления. Их попытка освободить Рим почти увенчалась успехом, но потерпела неудачу из-за ненадёжности подчинённых командиров. Затем Велизарий заболел и не предпринял никаких дальнейших действий.

## Падение Рима
Тотила, наконец, вошёл в Рим 17 декабря 546 г. после того, как его люди ночью взобрались на стены и открыли Ослиные ворота. Прокопий утверждает, что Тотиле помогали некоторые исаврийские войска из имперского гарнизона, заключившие тайный договор с готами. Когда готы осторожно продвигались в город, многие защитники бежали через другие ворота; согласно Прокопию, осталось только 500 человек, искавших убежища в разных церквях; 26 солдат и 60 мирных жителей были убиты. Рим был разграблен, но Тотила, который, по-видимому, намеревался превратить город в пастбище для овец, уступил. Однако он разрушил около трети оборонительных стен, прежде чем уйти в погоню за византийскими войсками в Апулии.

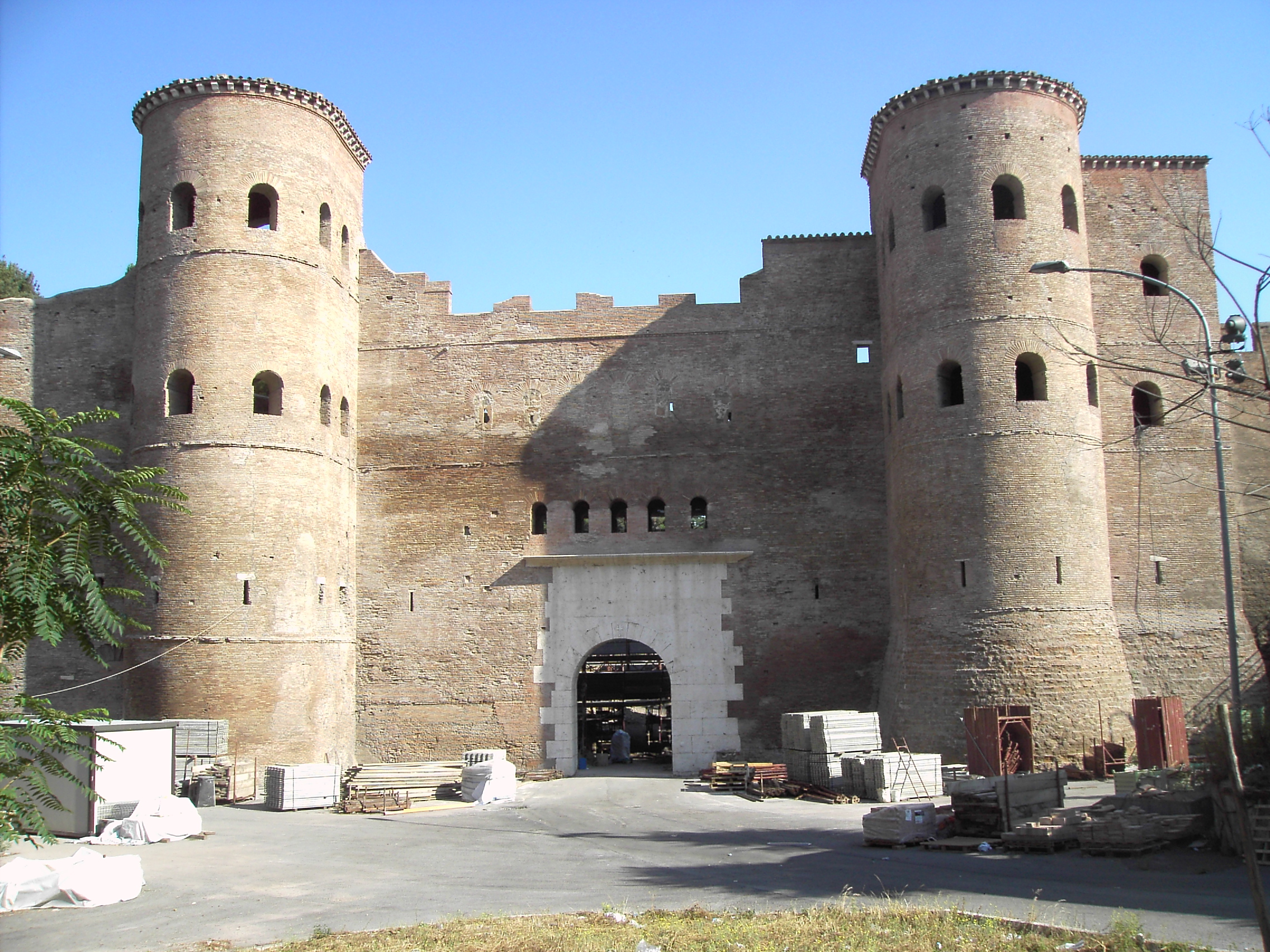
Ослиные ворота, через которые Тотила вошёл в Рим

## Последствия
После победы над войсками, оставленными Тотилой, Велизарий решил повторно занять Рим весной 547 г. и поспешно восстановил разрушенные участки стены, сложив разрозненные камни «один на другой, независимо от порядка», согласно Прокопию. Тотила быстро вернулся, но был отбит защитниками. Однако Велизарий не воспользовался своим преимуществом. Несколько городов, в том числе Перуджа, были взяты готами, а Велизарий бездействовал, а затем был отозван из Италии. В 549 году Тотила в третий раз выступил против Рима, который был взят после ещё одной продолжительной осады.